# Puchar Kontynentalny 2009/2010
W sezonie 2009/2010 finał Pucharu Kontynentalnego odbył się w dniach 15-17 stycznia 2010 w Grenoble. Zwycięzcą został klub EC Red Bull Salzburg. Losowanie grup odbyło się 27 czerwca 2009 w Budapeszcie. Obrońca pucharu, MHC Martin, nie brał udziału w rozgrywkach.

## I runda

### Grupa A
Mecze grupy A odbyły się w dniach 25-27 września 2009 w Ankarze w Turcji.
Drużyny biorące udział:
- Polis Akademisi Ankara (gospodarz)
- FC Barcelona
- Herzliya Pituah
- Slawia Sofia

Tabela
Lp. = lokata, M = liczba rozegranych spotkań, W = Wygrane, WpD = Wygrane po dogrywce lub karnych, PpD = Porażki po dogrywce lub karnych, P = Porażki, G+ = Gole strzelone, G- = Gole stracone, Pkt = Liczba zdobytych punktów
| Lp. | Zespół                 | M | Pkt | W | WpD | PpD | P | G + | G - | +/- |
| --- | ---------------------- | - | --- | - | --- | --- | - | --- | --- | --- |
| 1   | FC Barcelona           | 3 | 9   | 3 | 0   | 0   | 0 | 30  | 3   | +27 |
| 2   | Slawia Sofia           | 3 | 6   | 2 | 0   | 0   | 1 | 19  | 8   | +11 |
| 3   | Polis Akademisi Ankara | 3 | 3   | 1 | 0   | 0   | 2 | 12  | 23  | -9  |
| 4   | Herzliya Pituah        | 3 | 0   | 0 | 0   | 0   | 3 | 6   | 33  | -27 |

Mecze
| 25 września 2009 | Polis Akademisi Ankara | 3:7 | Slawia Sofia | G.S.İ.M. Buz Pateni Sarayı, Ankara |

| Godzina: 14:00 | Karakoç 06:34 Cetinkaya 17:50 Coşkun 54:32 | (2:2, 0:0, 1:5) | 04:50 (PP) Stojew 16:04 Muhaczow 40:44 Muhaczow 50:13 Bojadżiew 53:43 (PP)Muhaczow 56:30 (PP) Mładenow 57:25 Morgunow |  |

## Superfinał
Nagrody
W turnieju finałowym przyznano nagrody indywidualne:
- Najlepszy bramkarz turnieju:  Andrew Verner (Sheffield Steelers)
- Najlepszy obrońca turnieju:  Doug Lynch (EC Red Bull Salzburg)
- Najlepszy napastnik turnieju:  Ołeksandr Materuchin (Junost Mińsk)
- Najskuteczniejszy zawodnik turnieju:  Matthias Trattnig (EC Red Bull Salzburg) - 7 punktów (7 asyst)